# Újszentiván
Újszentiván là một thị trấn thuộc hạt Csongrád, Hungary. Thị trấn này có diện tích 15,49 km², dân số năm 2010 là 1671 người, mật độ 108 người/km².